# Hirschjagd
Die Hirschjagd ist eine Parabel, die auf Jean-Jacques Rousseau zurückgeht und auch als Jagdpartie bekannt ist. Zudem stellt die Hirschjagd (engl. stag hunt bzw. assurance game), auch Versicherungsspiel genannt, eine grundlegende spieltheoretische Konstellation dar. 
Rousseau behandelte diese im Sinne seiner Untersuchungen zur Bildung kollektiver Regeln unter den Widersprüchen sozialen Handelns, dass also paradoxe Effekte zur Institutionalisierung des Zwanges (zur Kooperation) führen, damit es nicht zum Vertragsbruch kommt. Die Situation beschreibt er wie folgt: Zwei Jäger gehen auf die Jagd, bei der bislang jeder alleine nur einen Hasen erlegen konnte. Nun versuchen sie sich abzusprechen, das heißt, eine Vereinbarung zu treffen, um zusammen einen Hirsch erlegen zu können, welcher beiden mehr einbringt als ein einziger Hase.
Auf der Pirsch entwickelt sich das Dilemma analog zum Gefangenendilemma: Läuft nämlich während der Jagd einem der beiden Jäger ein Hase über den Weg, muss er sich entscheiden, ob er jetzt den Hasen erlegt oder nicht. Tötet er den Hasen, so vergibt er die Gelegenheit auf das gemeinsame Erlegen eines Hirschs. Zugleich muss er darüber sinnen, wie der andere handeln würde. Befindet sich jener nämlich in gleicher Lage, dann besteht die Gefahr, dass der andere den Hasen erlegt und er letztendlich einen Verlust erleidet: weder einen Hasen noch anteilig einen Hirsch zu bekommen.

## Hirschjagd als einfaches symmetrisches Zweipersonenspiel mit zwei Strategien
Hirschjagd wird in der Spieltheorie oft als ein symmetrisches Zweipersonenspiel mit je zwei Strategien (Hirschjagd, Hasenjagd) modelliert. Die Auszahlungen (in
Nutzeneinheiten) könnten wie in der folgenden Auszahlungsmatrix aussehen:
|            |            | Spieler 2 |     |
| Hirschjagd | Hasenjagd  |           |     |
| Spieler 1  | Hirschjagd | 4/4       | 0/3 |
| Spieler 1  | Hasenjagd  | 3/0       | 3/3 |

(Für die Interpretation der Matrix wird angenommen, dass die Spieler sicher einen Hirsch erlegen werden, wenn sie beide auf Hirschjagd gehen und jeder einzelne sicher einen Hasen erlegt, wenn er auf Hasenjagd geht. Ein einzelner Jäger hat dagegen keine Chance, einen Hirsch zu erlegen.)
Das Spiel hat drei Nash-Gleichgewichte. Zwei in reinen Strategien (Hirschjagd/Hirschjagd und Hasenjagd/Hasenjagd) und eines in gemischten Strategien (beide Spieler jagen mit Wahrscheinlichkeit von 3/4 den Hirsch). Ohne weitere Informationen über die Spieler reicht das Lösungskonzept des Nash-Gleichgewichts also nicht aus, um eine Lösung des Spieles zu bestimmen.
Allerdings scheint wenigstens auf den ersten Blick die Koordination in diesem Spiel einfach zu sein: Die Spieler haben sich auf die Hirschjagd geeinigt und das Ergebnis der Hirschjagd ist für beide Spieler besser als das Ergebnis der beiden anderen Nash-Gleichgewichte, es handelt sich also um ein Pareto-effizientes Nash-Gleichgewicht. (Für den Vergleich mit dem Gleichgewicht in gemischten Strategien wird dabei die Maximierung des Erwartungsnutzen vorausgesetzt.)
Es gibt aber auch Argumente, die gegen diese Lösung sprechen:
1. Wenn sich ein Spieler nicht relativ sicher ist, dass der Mitspieler tatsächlich bei der Hirschjagd bleibt, kann es für ihn rational werden, zur Hasenjagd überzugehen. Genauer: Wenn er die Wahrscheinlichkeit, dass sein Mitspieler zur Hasenjagd übergeht, für größer als 1/4 hält, wäre es für einen Jäger, der seinen Erwartungsnutzen maximiert, rational, auch selbst auf Hasenjagd zu gehen.
2. Die Hasenjagd sichert eine Auszahlung von 3, während die Hirschjagd mit der Gefahr einer Auszahlung von 0 verbunden ist. Ein Jäger, der auf Nummer Sicher gehen möchte, könnte deshalb auf die Hasenjagd übergehen. (Ein Jäger, der sich auf diese Weise ein Ergebnis sichern möchte, wäre dann aber kein Maximierer des Erwartungsnutzen.) Hasenjagd/Hasenjagd ist die Maximin-Lösung des Spiels.

## Erweiterung des Modells
Das einfache Zweipersonenmodell mit nur zwei Strategien lässt ein wichtiges Element der motivierenden Geschichte aus: Die Änderung der Situation, die eintritt, wenn einer der Jäger zufällig auf einen Hasen trifft. Rousseau setzt in seiner Schilderung der Situation voraus, dass der Jäger das jetzt früher mögliche Mahl eines Hasen dem nur später möglichen Hirschgericht vorzieht. Für ihn ist in diesem Fall also der (subjektive) Nutzen der Hasenjagd höher als der Nutzen der Hirschjagd.
In einem erweiterten Modell muss deshalb sowohl der Zug der Natur berücksichtigt werden, der bestimmt, welcher der Spieler auf einen Hasen trifft (möglicherweise auch beide), als auch der höhere Nutzen des früheren Hasenmahls.
Die folgende Matrix zeigt die Situation aus der Sicht des Spielers 1, der angenommenerweise auf einen Hasen getroffen ist. Dabei wird der höhere Nutzen eines früheren Hasenmahls mit +2 (relativ zu einem „gewöhnlichen“ Hasenmahl) bewertet:
|            |            | Spieler 2      |                |     |     |
| kein Hase  | kein Hase  | Hase getroffen | Hase getroffen |     |     |
| Hirschjagd | Hasenjagd  | Hirschjagd     | Hasenjagd      |     |     |
| Spieler 1  | Hirschjagd | 4/4            | 0/3            | 4/4 | 0/5 |
| Spieler 1  | Hasenjagd  | 5/0            | 5/3            | 5/0 | 5/5 |

Für Spieler 1 ist es also, nachdem er einen Hasen getroffen hat, immer besser, den Hasen zu jagen, unabhängig vom Verhalten des Kollegen. Die Strategie der Hasenjagd ist dominant. Als rationaler, nur an seinem eigenen Wohlergehen interessierter Spieler wird er deshalb sicher den Hasen jagen. Da die Situation für den Spieler 2 genau symmetrisch ist, wissen wir, dass auch er sicher den Hasen jagen wird, wenn er einen trifft.
Die nächste Matrix zeigt wieder die Situation aus der Sicht des Spielers 1, der aber hier angenommenerweise auf keinen Hasen getroffen ist:
|            |            | Spieler 2      |                |     |     |
| kein Hase  | kein Hase  | Hase getroffen | Hase getroffen |     |     |
| Hirschjagd | Hasenjagd  | Hirschjagd     | Hasenjagd      |     |     |
| Spieler 1  | Hirschjagd | 4/4            | 0/3            | 4/4 | 0/5 |
| Spieler 1  | Hasenjagd  | 3/0            | 3/3            | 3/0 | 3/5 |

Wir wissen schon, dass Spieler 2 sicher den Hasen jagen wird, wenn er einen solchen trifft. Das Verhalten von Spieler 1 hängt davon ab, wie er die Wahrscheinlichkeit einschätzt, dass Spieler 2 einen Hasen jagt. Aus der Analyse des einfachen Modells wissen wir, dass Spieler 1 auf Hasenjagd gehen wird, wenn er diese Wahrscheinlichkeit für größer als 1/4 hält. Er wird also sicher auf Hasenjagd gehen, wenn er glaubt, dass Spieler 2 mit einer Wahrscheinlichkeit größer als 1/4 einen Hasen trifft.
Betrachten wir als Beispiel eine Situation, in der beide Jäger wissen, dass jeder von ihnen – unabhängig, von dem, was dem anderen passiert – mit einer Wahrscheinlichkeit von 1/3 einen Hasen trifft. Beide Jäger werden also in jedem Fall (ob sie einen Hasen treffen oder nicht) auf Hasenjagd gehen. Hätten sie sich an ihre Vereinbarung gehalten, hätten sie den (sicheren) Nutzen von je 4 erhalten. Jetzt erhält jeder einen Nutzen von 5, falls er zufällig einen Hasen trifft, und einen Nutzen von 3, wenn er auch den Hasen erst finden muss. Der Erwartungsnutzen der beiden Spieler beträgt also 11/3 und ist damit niedriger als der Nutzen der Hirschjagd. Es wäre für beide Spieler besser, wenn sie sich in jedem Fall an ihre Vereinbarung halten würden. Als rationale, nur an ihrem eigenen Wohlergehen interessierte Spieler werden sie das aber nicht tun.

## Zusammenfassung
Das soziale Handeln nach rationalen Kriterien gestaltet sich oft so, dass eine bestimmte Anzahl an Akteuren, in diesem Fall zwei, eine Entscheidung treffen müssen, zu ihrem Nutzen (oder Vorteil), aber getrennt voneinander. D. h. beide können eben nicht miteinander (während der Jagd) kommunizieren. Aus der wechselseitigen projektiven Reflexion rationaler Entscheidung folgt möglicherweise das Dilemma eines kollektiv suboptimalen Ergebnisses. Bricht einer der beiden Jäger den Vertrag, können sie den Hirsch nicht fangen. Das Resultat des gemeinsam erlegten Hirsches ist dabei das optimale Ergebnis, alle anderen Ergebnisse (für das einfache Modell: beide fangen einen Hasen oder nur einer fängt einen Hasen) sind nicht optimal.
Für Rousseau kam es damit zur Frage, warum die Akteure gegen und durch ihren Willen Vertragsbruch begehen. Aus diesem Widerspruch sozialen Handelns sollen deshalb Institutionen entstehen, die zum Einhalten der Vertragsvereinbarungen bewegen (zwingen).